# Plaza del Pino (Sagunto)
La plaza del Pino es una vía pública de la ciudad española de Sagunto.

## Descripción
La plaza ha ido intercalando a lo largo de los años los títulos de «plaza del Pino» y «plaza de las Monjas». Desembocan en ella las calles de Gilet, de la Cruz de Santa Ana, del Hort d'Ais, del Buen Suceso, del Padre Maresme y de Mariano Mestre. Aparece descrita en el Nomenclator de las calles, plazas y puertas antiguas y modernas de la ciudad de Sagunto (1901) de Antonio Chabret y Fraga con las siguientes palabras:

Monjas (Plaza de las). Llámase de este modo la que antiguamente se denominaba plaza del pí, porque había plantado un pino en el centro de ella. Hasta hace pocos años, sólo había en esta plaza dos edificios habitados, la casa abadía del capellán de las monjas que cierra al lado Meridional, y el convento de Servitas que ocupa el costado que mira al Oeste; pero ahora se han levantado dos casas en el lienzo que cierra el costado del Norte. La cisterna pública que está junto á las casas recién construídas, se fabricó en el año 1835.
(Chabret y Fraga, 1901, p. 68)